# Port Orford
Pour les articles homonymes, voir Orford.
Port Orford est une municipalité américaine située dans le comté de Curry en Oregon. Lors du recensement de 2010, sa population est de 1 133 habitants.
La municipalité s'étend sur 1,60 milles carrés (4,14 km2), dont 0,04 milles carrés (0,1 km2) d'étendues d'eau. Elle accueille le parc d'État de Port Orford Heads.
En 1792, George Vancouver nomme le lieu en l'honneur du comte d'Orford (en). La ville de Port Orford est fondée en 1856 et reste longtemps un important port d'exportation de bois de cèdre. Elle devient une municipalité le 21 décembre 1911.